# Marián Čalfa
Marián Čalfa (ur. 7 maja 1946 w Trebišovie) – słowacki polityk i prawnik, minister i wicepremier, a w latach 1989–1992 premier Czechosłowacji.

## Życiorys
W 1964 wstąpił do Komunistycznej Partii Czechosłowacji. W 1970 ukończył studia na Wydziale Prawa Uniwersytetu Karola w Pradze, po czym podjął pracę w czechosłowackiej agencji informacyjnej. W 1972 został zatrudniony w czechosłowackim urzędzie rządu, gdzie m.in. kierował działem legislacyjnym, a w latach 1987–1988 pełnił funkcję zastępcy szefa tego urzędu. W kwietniu 1988 premier Lubomír Štrougal mianował go ministrem bez teki, funkcję tę pełnił do grudnia 1989. Od kwietnia 1988 był też przewodniczącym rady legislacyjnej.
W okresie zapoczątkowanej w listopadzie 1989 aksamitnej rewolucji uczestniczył w negocjacjach między komunistyczną władzą a opozycją. 3 grudnia objął stanowisko pierwszego wicepremiera w gabinecie Ladislava Adamca, a 7 grudnia został p.o. premiera. 10 grudnia 1989 objął urząd premiera w ramach tzw. rządu porozumienia narodowego. Stanowisko to zajmował do 2 lipca 1992, od 27 czerwca 1990 w ramach drugiego gabinetu. Od 10 do 29 grudnia 1989 wykonywał czasowo obowiązki głowy państwa. W styczniu 1990 wystąpił z Komunistycznej Partii Czechosłowacji, po czym dołączył do Społeczeństwa przeciw Przemocy (VPN). Z powodzeniem kandydował w wyborach z czerwca 1990 do jednej z izb Zgromadzenia Federalnego. Od 1991 był wiceprzewodniczącym Obywatelskiej Unii Demokratycznej (ODÚ-VPN) powstałej w wyniku rozłamu w VPN.
Po wyborczej porażce w 1992 wycofał się z działalności politycznej. Osiedlił się w Czechach, w 1993 przyjmując obywatelstwo tego kraju. Jako premier współpracował z Václavem Havlem, po odejściu z urzędu był jego nieformalnym doradcą. Podjął w Pradze praktykę prawniczą, zajął się działalnością konsultingową, działał również w sektorze bankowym. Powołany też w skład rady dyrektorów przedsiębiorstwa Pražská energetika.